# 顺城区
顺城区，旧名抚顺市郊区，是辽宁省抚顺市下辖的一个市辖区。區人民政府駐长春街道新城路东段1号。

## 历史
顺城区前身是抚顺市的老城区，行政区名为“郊区”。1988年，中国国务院批准郊区更名为顺城区。1999年，辽宁省人民政府以辽政[1999]36号文件，将顺城区的塔峪镇、李石镇、高湾街道，以及抚顺县的大南朝鲜族满族乡划入望花区。后组成望花区的李石街道。
1999年前，顺城区区域以农村为主。后，区域为以城带乡的城区。

## 人口
根据第七次人口普查数据，截至2020年11月1日零时，顺城区常住人口为466126人。

## 行政区划
顺城区下辖5个街道办事处、1个镇、2个乡：
长春街道、葛布街道、将军堡街道、新华街道、抚顺城街道、前甸镇、河北乡和会元乡。